# Lloret de raquetes de Buru
El lloret de raquetes de Buru  (Prioniturus mada) és una espècie d'ocell de la família dels psitàcids que habita la selva humida de les muntanyes de Buru, a les Moluques. En publicacions des de l'any 1987 fins 2023 se li assigna aquesta espècie un risc mínim de desaparició. Malgrat tot, el seu hàbitat va degradant-se per causa de la desforestació, substitució per cultius, especialment palmera d'oli i per l'activitat minera. Una amenaça directa és la captura amb paranys per a comerç d'espècies exòtiques.